# Койдановский замок

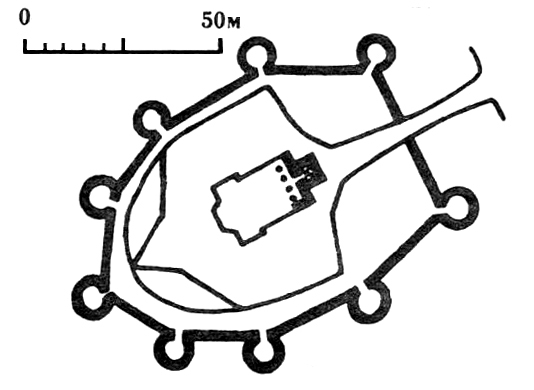
Схема оборонительных сооружений Койдановского замка.

Ко́йдановский замок — каменный замок, построенный в местечке Койданово (современный город Дзержинск Дзержинского района Минской области Белоруссии) в конце XV — начале XVI веков, когда местечко находилось во власти Гаштольдов.

## Описание
Первоначальный деревянный замок, построенный в XII—XIII веках, размещался на возвышении, ныне называемом Гаштольдова гора. Замок бал окружён валами и рвом, питающимся водой из речки Нетечи. В первой половине XVI века на месте деревянной крепости был построен каменный замок. Его девять круглых башен имели диаметр 10 метров и толщину стен 1,5 метра. В 1613 году внутри замка был построен кальвинистский собор. Постройки замка и сбора были разрушены в 40-х годах XX века.

## Галерея
Койдановский замок на фотографиях начала XX века.

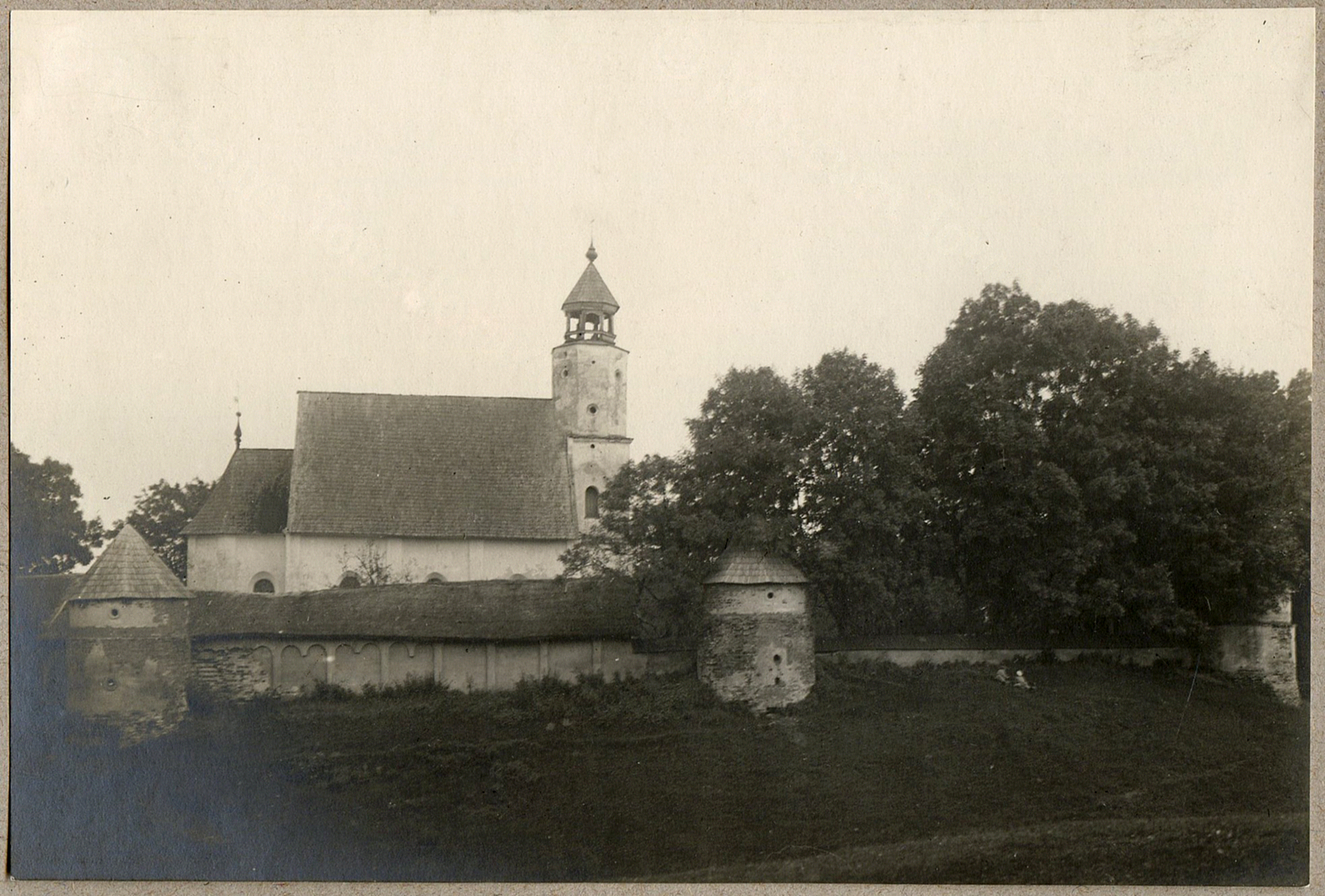
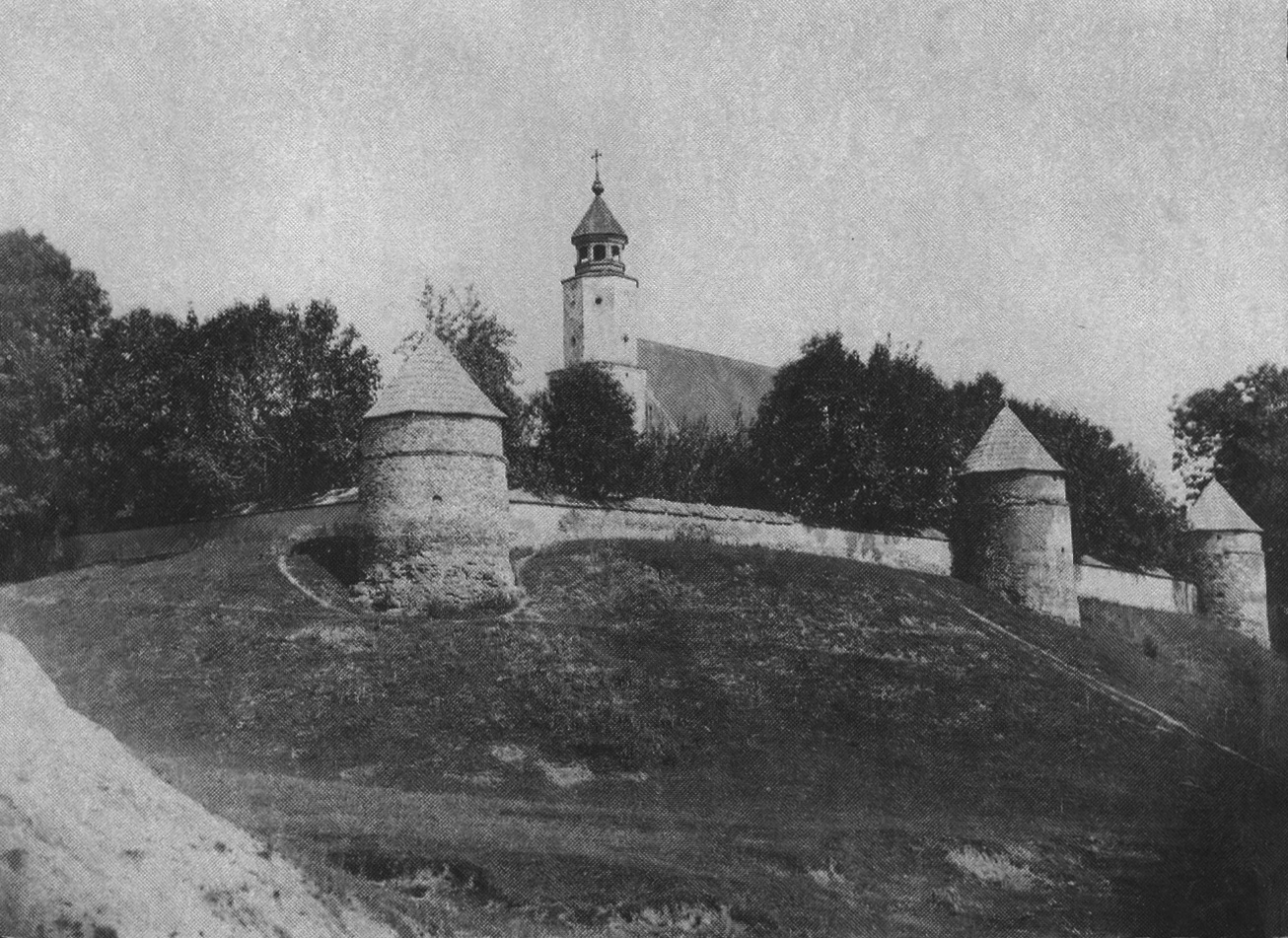
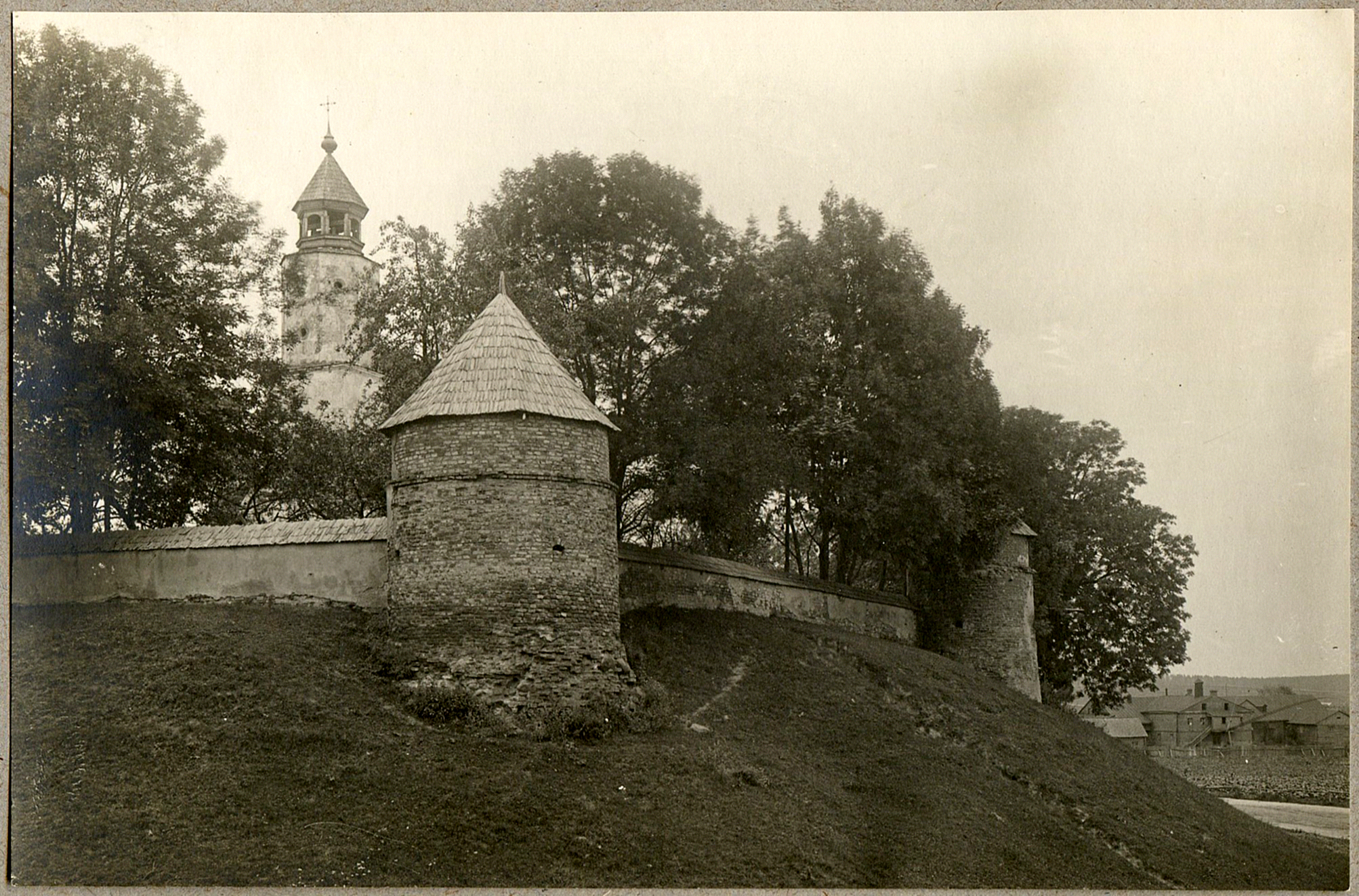